# Leonardo Cortez
Leonardo Cortez (São Paulo, 18 de janeiro de 1975) é um ator, diretor, dramaturgo e  cineasta brasileiro formado em artes cênicas pela Escola de Comunicações e Artes da USP. Dramaturgo indicado quatro vezes ao Prêmio Shell e três vezes ao Prêmio APCA, foi vencedor do Prêmio Aplauso Brasil em 2016 pela peça Sala dos Professores. É irmão do ator e jornalista Rafael Cortez.

## Carreira
Fundou a Companhia dos Gansos de Teatro em 1999. Dirigiu "Mumu, A Vaca Metafísica” em 2000, recebendo os prêmios de Melhor Diretor no Festival Universitário de Teatro de Blumenau, indicação para a mesma categoria no Festival Nacional de Teatro de Florianópolis - além de ter sido finalista na Categoria Direção no Prêmio Nascente 2000. Escreveu e dirigiu “O Crápula Redimido“ em 2003, recebendo dois prêmios pelo texto original nos Festivais de Florianópolis e Pindamonhangaba.
Ainda em 2003, adaptou “O Livro do Adolescente” de Liliana e Michelle Lacocca para o teatro, transformando-o no espetáculo "Da Hora" que estreou em março de 2004 no Centro Cultural São Paulo. Em novembro de 2003, escreveu e interpretou o monólogo “In Memoriam”.  Em 2005, escreveu o roteiro e protagonizou o curta-metragem “São Paulo Nos Pertence”, sob a direção de Zé Roberto Pereira. Em dezembro do mesmo ano escreveu “O Dia que Mamãe Soltou o Verbo”, Tele-Teatro exibido na TV Cultura.  Escreveu, dirigiu e protagonizou o espetáculo “Escombros”, recebendo o Prêmio de Melhor Diretor, Melhor Espetáculo e indicação como Melhor Ator no Festival Nacional de Teatro de Pindamonhangaba e ainda em 2006 fez o mordomo do conde seu nome era Evaristo em Floribella.

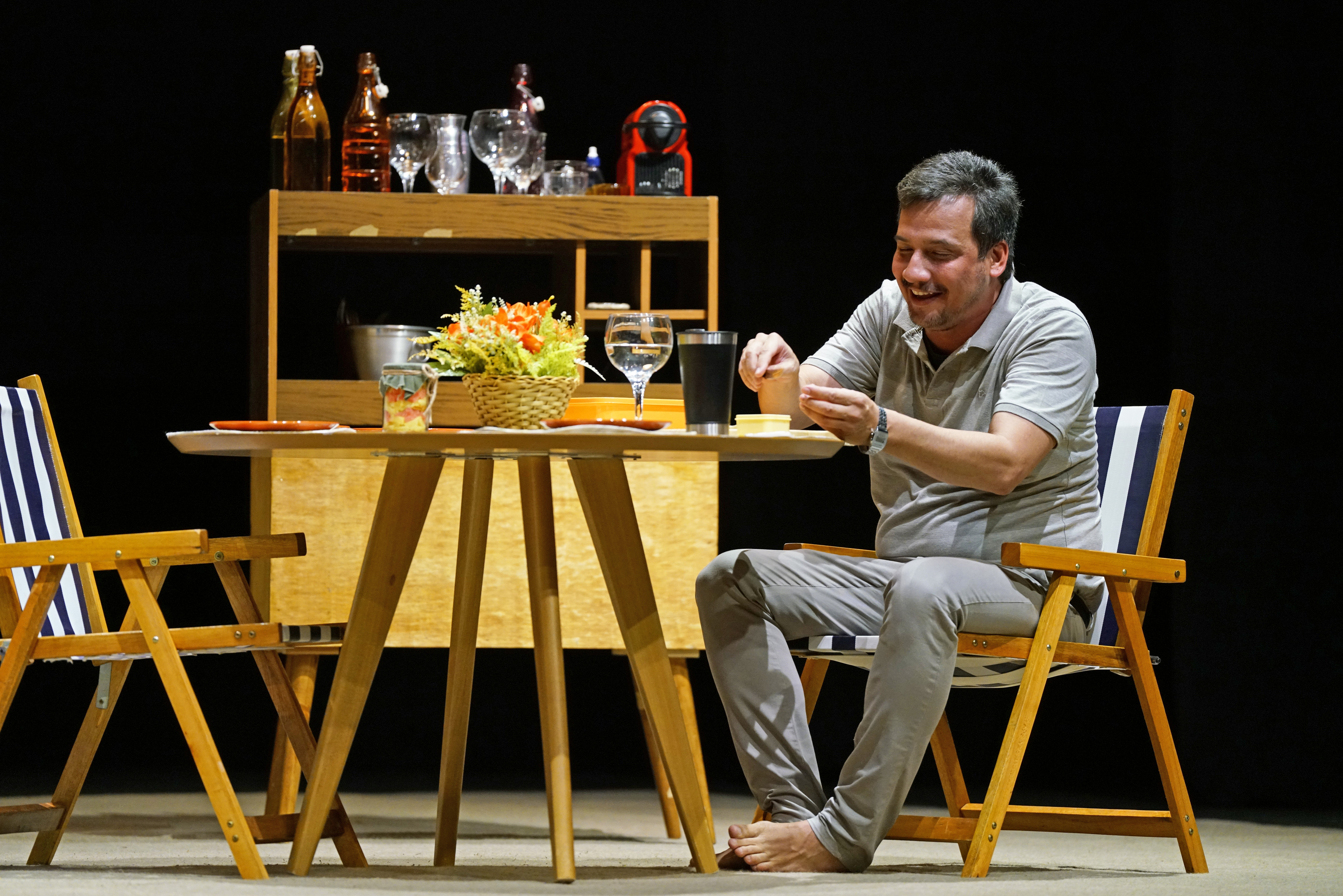
Espetáculo Veraneio (2024)

Seu texto “O Rei dos Urubus” foi selecionado para o projeto “Dramaturgias” do Banco do Brasil, e ficou em cartaz nos meses de fevereiro e março de 2008 no Centro Cultural São Paulo.
No final de 2008, lançou, pela Editora Candombá, o livro Trilogia Canalha com os textos integrais de “O Crápula Redimido”, “Escombros” e “O Rei dos Urubus”, prefaciado por Sebastião Milaré.
Na televisão, foi durante três anos o Especialista Léo, no Programa Zapping Zone, exibido pelo SBT e pelo Disney Channel. Atuou nas séries Mothern do GNT e “Ó, Coitado”, no SBT, e no projeto “Senta que Lá Vem Comédia”, da  TV Cultura. Em 2008 integrou o elenco do humorístico Uma Escolinha Muito Louca, na Band.
Foi repórter dos programas “Me Poupe”, exibido pelo GNT e Zapping Sports, exibido pelo Disney Channel. Atuou nas novelas Floribella (2006) e Dance, Dance, Dance (2007-2008), na Band.
Em 2010, escreveu e atuou em "Rua do Medo", sendo indicado ao Prêmio Shell e ao Prêmio Cooperativa Paulista de Teatro como melhor autor.
Entre 2011 e 2013 atuou nas séries “Quando Bate o Sino”, no Disney Channel , “Caco e Dado”, Tv Cultura e “O Negócio’’, HBO .  Em 2014, escreveu e protagonizou “Maldito Benefício”. Por esse trabalho recebeu indicações aos principais prêmios  do teatro paulista na categoria Melhor Autor: Shell, APCA e Aplauso Brasil.  O Texto de "Maldito Benefício" foi adaptado para o cinema e será filmado em 2017 pelo cineasta Clovis Mello. Ainda em 2014 lançou seu segundo livro: Comédias Urbanas de Leonardo Cortez, pela Editora SESI-SP.
Em 2015, Leonardo Cortez concebeu ao lado de Ricardo Côrte Real a série "Máximo & Confúcio", escrevendo em parceria com André Rodrigues os 13 episódios da primeira temporada produzida pela Moonshot Pictures exibida em 2017, na TV Cultura. Também com a produção da Moonshot Pictures, atuou na série "171- Negócio de Família",  exibida no Universal Channel em 2017.
Em 2016, escreveu a peça "Sala dos Professores" encenada pela Cia Elevador de Teatro Panorâmico. Por esse texto, Leonardo Cortez foi mais uma vez indicado como Melhor Autor nos Prêmios Shell e APCA. O texto de Sala dos Professores também foi finalista do Prêmio Aplauso Brasil e Leonardo Cortez foi indicado ao Prêmio Arte Qualidade Brasil como Melhor Ator de 2016 na Categoria Drama.
Em 2018, escreveu e protagonizou a peça "Pousada Refúgio", sob a direção de Pedro Granato. O espetáculo teve sua estréia em junho no SESC Pompéia e atualmente realiza temporada no Teatro Vivo. O texto de "Pousada Refúgio" rendeu a Leonardo Cortez indicações como Melhor Autor aos Prêmios Shell, APCA e Aplauso Brasil. Leonardo Cortez foi o único dramaturgo paulistano a ser indicado aos três prêmios no primeiro semestre.
Em 2019, estreou "Comédias Furiosas" seu texto mais recente sob a direção de Marcelo Lazzaratto. Entre 2020 e 2022 foi redator da TV Band nos programas Linha de Combate, Cine Clube e 1001 Perguntas. Em 2021, filmou seu primeiro longa metragem: Down Quixote, numa produção do SESI-SP. 